# Think different

Logo della Apple con il celebre slogan

«Think different.» è uno slogan di Apple in uso tra la fine degli anni novanta e l'inizio degli anni 2000, coniato dall'agenzia pubblicitaria TBWA\Chiat\Day di Los Angeles.

## Storia
Venne creato nel 1997 per accompagnare la campagna pubblicitaria relativa al lancio sul mercato dei computer prodotti dalla Apple PowerBook G3 e iMac.
Le pubblicità furono curate dalla TBWA\Chiat\Day, divisione statunitense della TBWA Worldwide, sotto la direzione creativa di Lee Clow.

Tale slogan è rimasto in uso fino all'avvento della campagna pubblicitaria successiva (Apple Switch), ossia fino al 2002.
Si annota, tuttavia, che subito dopo la morte della pioniera dei diritti civili Rosa Parks, avvenuta nel 24 ottobre 2005, la campagna pubblicitaria riemerse brevemente sul sito web della Apple con un'epigrafe "Rosa Parks - 1913-2005" nell'angolo sinistro, e "Think different" nel destro, per poi scomparire nuovamente.
Apple attualmente non ha una tag-line di uso estensivo, e i suoi spot normalmente terminano con una silhouette del marchio Apple.

## Traduzione
È stato obiettato da alcuni che lo slogan possa essere grammaticalmente scorretto poiché dovrebbe essere «Think differently».
Invece secondo una corretta lettura e traduzione si evince che different non è l'avverbio che modula il verbo think (intendendo il come pensare), bensì different è l'oggetto del verbo think (intendendo il cosa pensare); pertanto il motto è assolutamente corretto grammaticalmente allo stesso modo per cui si dice «Think small» o «Think pink» che altrettanto sono oggetti e non avverbi modulanti.

## Contenuti
Titolo: The Crazy Ones. Campagna apparsa inizialmente su manifesti prodotti da Apple. Alla Apple si sostiene che l'autore originale sia lo stesso fondatore Steve Jobs.
La body-copy è la seguente:
- The original "Long version"

- The original "Full version"

Potete citarli, essere in disaccordo con loro, potete glorificarli o denigrarli, ma l'unica cosa che non potrete mai fare è ignorarli, perché riescono a cambiare le cose, perché fanno progredire l'umanità.
E mentre qualcuno potrebbe definirli folli, noi ne vediamo il genio. Perché solo coloro che sono abbastanza folli da pensare di poter cambiare il mondo, lo cambiano davvero.»
(TBWA)
- The original "Short version"

## Spot televisivo
Una versione significativamente più corta di questo testo venne narrata da Richard Dreyfuss in uno spot televisivo (nella versione italiana la voce era invece di Dario Fo).
Lo spot consisteva in un video in bianco e nero nel quale venivano raffigurati personaggi storici di una certa importanza, come Albert Einstein, Bob Dylan, Martin Luther King, Richard Branson, John Lennon, R. Buckminster Fuller, Thomas Edison, Muhammad Ali, Ted Turner, Maria Callas, Mahatma Gandhi, Amelia Earhart, Alfred Hitchcock, Martha Graham, Jim Henson, Frank Lloyd Wright, Picasso e Dr. Sun Yat-sen. Nel finale una giovane ragazza apre gli occhi, come se vedesse le possibilità davanti a lei.

## Pubblicità sulla carta stampata
Pubblicità della campagna vennero pubblicate su molte riviste a larga diffusione, come Newsweek e TIME. Talvolta si trattava di messaggi tradizionali, che mostravano i prodotti dell'azienda assieme allo slogan. Comunque, ci fu anche una serie di stampe più concentrate sull'immagine del marchio che sugli specifici prodotti. Esse mostravano il ritratto di uno dei personaggi storici degli spot televisivi, con un piccolo marchio della Apple e le parole "Think different" in un angolo, senza riferimenti ai prodotti dell'azienda.

## Critica
Alcuni hanno criticato Apple per il tentativo di associare il loro marchio con figure storiche che potrebbero aver disapprovato i loro prodotti;
altri hanno approvato il fatto che Apple stesse rendendo onore a tali personaggi.